# Лакнаж
Лакнаж (пол. Łaknarz) — село в Польщі, у гміні Бендкув Томашовського повіту Лодзинського воєводства.
Населення — 72 особи (2011).
У 1975-1998 роках село належало до Пйотрковського воєводства.

## Демографія
Демографічна структура станом на 31 березня 2011 року:
|          | Загалом | Допрацездатний вік | Працездатний вік | Постпрацездатний вік |
| -------- | ------- | ------------------ | ---------------- | -------------------- |
| Чоловіки | 40      | 4                  | 30               | 6                    |
| Жінки    | 32      | 4                  | 13               | 15                   |
| Разом    | 72      | 8                  | 43               | 21                   |